# Hyale kajiharai
Hyale kajiharai is een vlokreeftensoort uit de familie van de Hyalidae. De wetenschappelijke naam van de soort is voor het eerst geldig gepubliceerd in 2003 door Hiwatari.